# Sona Jobarteh
Maya Sona Jobarteh (Londres, 17 d'octubre de 1983) és una cantant, compositora i instrumentista anglogambiana. Compositora de la banda sonora del documental Motherland (2010), s'ha fet famosa internacionalment, ja que és la primera dona que toca professionalment la kora, un instrument tradicional de l'Àfrica occidental.

## Biografia
Sona Jobarteh va néixer el 1983 a la capital del Regne Unit d'una mare pintora i directora de cine anglesa, Galina Chester, i d'un pare músic gambià, Sanjally Jobarteh. Neta del griot Amadu Bansang Jobarteh, el millor instrumentista de kora de Gàmbia, Sona es va criar en un ambient en el qual la música era omnipresent. A més de la influència de son pare, és sobretot l'ensenyament del seu germà gran, Tunde Jegede, quan només tenia tres anys que faria d'ella una virtuosa en kora, un instrument aleshores reservat als homes. A més a més, també és cosina d'altres experts de kora com ara el malienc Toumani Diabaté.
Va començar a tocar públicament al London's Jazz Café a l'edat de quatre anys i després va fer concerts en diversos festivals durant la seva infantesa i adolescència.
Més endavant va estudiar al Royal College of Music de Londres, aprenent i tocant-hi el violoncel, el piano i també el clavicembal. Posteriorment va anar a la Purcell School of Music on aprengué la composició.

## Discografia
- Spoken Herbs (2006) productora i artista convidada
- Music of the Diaspora (2006) banda sonora original de 500 Years Later)
- Nu Beginin' (2007) artista convidada
- Afro Acoustic Soul(2008)
- Light in the Shade of Darkness (2008) productora i artista convidada)
- Motherland: The Score - (2010)
- Fasiya - (2011)